# Запис орах код дома (Шалудовац)
Запис орах код дома (Шалудовац) се налази на парцели чији је власник Општина Параћин.

## Локација
| Општина             | Параћин                                                                     |
| Катастарска општина | Шалудовац                                                                   |
| Потес               | Село                                                                        |
| Координате          | 43° 53′ 22″ С; 21° 32′ 52″ И / 43.889400000000002° С; 21.547799999999999° И |
| Надморска висина    | 300m                                                                        |

## Карактеристике
Дендрометријске вредности утврђене на терену и сателитским снимцима:
| Стабло                     | Орах |
| Висина стабла              | m    |
| Обим дебла                 | m    |
| Пречник крошње             | 1m   |
| Пречник дебла              | m    |
| Висина дебла до прве гране | m    |

## База записа
Запис је у оквиру Викимедија пројекта "Запис - Свето дрво" заведен под редним бројем 0405.